# Rhipidarctia rubrosuffusa
Rhipidarctia rubrosuffusa är en fjärilsart som beskrevs av Sergius G. Kiriakoff 1953. Rhipidarctia rubrosuffusa ingår i släktet Rhipidarctia och familjen björnspinnare. Inga underarter finns listade.